# Eresia actinote
Eresia actinote är en fjärilsart som beskrevs av Osbert Salvin 1869. Eresia actinote ingår i släktet Eresia och familjen praktfjärilar. Inga underarter finns listade i Catalogue of Life.